# Trichosurolaelaps
Trichosurolaelaps es un género de ácaros perteneciente a la familia Hirstionyssidae.

## Especies
Trichosurolaelaps Womersley, 1956
- Trichosurolaelaps crassipes Womersley, 1956
- Trichosurolaelaps dixous Domrow, 1972
- Trichosurolaelaps fallax Domrow, 1972
- Trichosurolaelaps harrisoni Domrow, 1961
- Trichosurolaelaps marra Domrow, 1972
- Trichosurolaelaps striatus Domrow, 1958